# 석정이정직유저유묵
석정이정직유저유묵(石亭李定稷遺著遺墨)은 전북특별자치도 김제시에 있는, 석정 이정직 선생의 글과 그림들이다. 1995년 6월 20일 전라북도의 유형문화재 제149호로 지정되었다.

## 참고 자료
- 석정이정직유저유묵 - 국가유산청 국가유산포털